# 76% Uncertain
76% Uncertain ist eine Hardcore-Band aus Bridgeport im US-amerikanischen Bundesstaat Connecticut.

## Geschichte
76% Uncertain wurden 1983 von ehemaligen Mitgliedern der Hardcore-Bands Reflex from Pain und C.I.A. gegründet. Der Bandname hat keine tiefergehende Bedeutung; Gitarrist Todd Knapp erläuterte in einem Interview, dass die Band sich auf keinen Namen einigen konnte, den alle mochten, und deshalb einen gewählt hätten, den alle nicht mochten. Eingefallen wäre der Name dem zweiten Gitarristen Kenny Peterson.
Die ersten beiden Alben wurden auf dem bandeigenen Label Shmegma Records veröffentlicht. Auf Grund der relativen Nähe der kulturellen Metropole New York, das sich etwa 100 km westlich von Bridgeport befindet, traten 76% Uncertain dort häufig auf und knüpften enge Kontakte zur dortigen Hardcore-Szene. Enge Freundschaften entstanden auch zu Bands des D.C. Hardcore wie Scream oder Government Issue. Ein Konzert im New Yorker CBGB's 1985 wurde mitgeschnitten, aber nicht veröffentlicht. Bill Knapp wurde 1986 durch den Schlagzeuger der Vatican Commandos, Charles „Chip“ Moody, ersetzt, stieß aber 1988 erneut zur Band. Ab 1989 trat die Band, ungewöhnlich für das Hardcore-Genre, mit drei Gitarristen auf. Der dritte Gitarrist, Mike Spadaccini, wurde nach einem Jahr durch Jeff Roberts ersetzt, der zuvor bei der lokalen Hardcore-Band Contraband sowie auf einer EP von Adrenalin O.D. Gitarre gespielt hatte. Nach Veröffentlichung des vierten Albums Where's the Lid? löste sich die Band 1990 auf. Where's the Lid? wurde 1994 vom deutschen Label Flex! Records zusammen mit einem Kompilationsalbum, das die ersten beiden Alben und einige unveröffentlichte Aufnahmen zusammenfasste, wiederveröffentlicht.
Jeff Roberts starb 1997 bei einem Autounfall und hinterließ Frau und drei Kinder. In der Folge fand sich die Band zu einem Benefizkonzert zu Gunsten Roberts’ Familie zusammen. Im Rahmen eines weiteren Benefizkonzerts 2002 rekrutierte die Band Ed Winnick als dritten Gitarristen. Seitdem tritt die Band in dieser Besetzung in unregelmäßigen Abständen im Raum Connecticut sowie in New York auf.
Bassist Dave Ware war nach der Auflösung von 76% Uncertain Gründungsmitglied von Shelter. Todd Knapp arbeitet mittlerweile hauptberuflich als selbständiger Architekt.

## Stil und Rezeption
76% Uncertain starteten als eine Art Supergroup der Connecticuter Hardcore-Szene. Die Vorgängerband C.I.A. (der Hammond, Peterson und Bill Knapp angehörten) wurde in der Radioshow Noise the Show des New Yorker Trouser-Press- und Village-Voice-Journalisten Tim Sommer und vom halbjährlich erscheinenden New Yorker Musikmagazin The Big Takeover hoch gelobt. Die Vorgängerband Reflex from Pain (der Todd Knapp und Dave Ware angehörten) hatte mit Ray Cappo einen Sänger aufzuweisen, der nach dem Ende der Band mit Youth of Today eine zentrale Figur des New York Hardcore und der aufkeimenden Straight-Edge-Bewegung wurde. 76% Uncertain erlangten aber trotz wohlwollender Kritiken der US- und europäischen Fachpresse keine signifikant über die US-Ostküste hinausgehende Bekanntheit, was Todd Knapp in einem Interview auf mangelnde Unterstützung durch Labels, berufliche Verpflichtungen der Bandmitglieder und in der Folge fehlende Tourneen an der US-Westküste und in Europa zurückführte. Die regionale Popularität schlug sich in der Präsenz auf einigen Samplern nieder, so Mutiny on the Bowery des kalifornischen Labels Mystic Records, Big City's One Big Crowd des New Yorker Labels Big City Records oder The Best Of Flipside Vinyl Fanzines des Flipside-Fanzines. Das private Weblog There's Something Hard In There listet in einer Retrospektive der Hardcore-Szene Connecticuts „Wut, Melodie, (...) Humor und ein bisschen Metal“ als Kernelemente der Musik der Band. Textlich positionierten sich 76% Uncertain gegen Nationalismus, Rassismus und Homophobie und grenzten sich damit von diversen Bands des New York Hardcore ab, die sich zwar auch für Toleranz und gegen Totalitarismus aussprachen, aber gegenüber manchem rechtem Gedankengut eine eher neutrale Haltung einnahmen.

## Diskografie
- 1984: Estimated Monkey Time (Shmegma Records)
- 1985: Nothing But Love Songs (Shmegma Records)
- 1989: Hunka Hunka Burnin' Log (Giant Records)
- 1990: Where's the Lid? (TPOS)
- 1994: Are You Uncertain? (Kompilationsalbum, Flex! Records)